# Bicromato di sodio
Il dicromato di sodio è il composto inorganico di formula Na2Cr2O7. Di solito, tuttavia, il sale si trova in forma diidrata Na2Cr2O7 · 2H2O. Praticamente tutto il minerale di cromo viene lavorato tramite conversione in dicromato di sodio e praticamente tutti i composti e i materiali a base di cromo vengono preparati da questo sale. In termini di reattività e aspetto, il dicromato di sodio e il dicromato di potassio sono molto simili. Il sale di sodio è, tuttavia, circa venti volte più solubile in acqua del sale di potassio (49 g/L a 0 °C) e anche il suo peso equivalente è inferiore.

## Produzione
Il dicromato di sodio viene prodotto su larga scala da minerali contenenti ossidi di cromo(III). Il minerale è fuso con una base, tipicamente carbonato di sodio, a circa 1000 °C in presenza di aria (fonte di ossigeno):
{\displaystyle {\ce {2Cr2O3 + 4 Na2CO3 + 3 O2 -> 4 Na2CrO4 + 4 CO2}}}
Questo passaggio solubilizza il cromo e ne consente l'estrazione in acqua calda. In questa fase, altri componenti del minerale, come alluminio e composti del ferro, sono scarsamente solubili. L'acidificazione dell'estratto acquoso risultante con acido solforico o anidride carbonica produce il dicromato:
{\displaystyle {\ce {2 Na2CrO4 + 2 CO2 + H2O -> Na2Cr2O7 + 2 NaHCO3}}}
{\displaystyle {\ce {2Na2CrO4 + H2SO4 -> Na2Cr2O7 + Na2SO4 + H2O}}}
Il dicromato è isolato come il diidrato per cristallizzazione. In questo modo vengono prodotti ogni anno milioni di chilogrammi di dicromato di sodio.
Poiché il cromo(VI) è tossico, specialmente in forma di polvere, tali fabbriche sono soggette a severi regolamenti. Ad esempio, gli effluenti di tali raffinerie vengono trattati con agenti riducenti per riportare qualsiasi cromo(VI) al cromo(III), che è meno pericoloso per l'ambiente.  Sono noti una varietà di idrati di questo sale, che vanno dal decaidrato inferiore a 19,5 °C, nonché esa-, tetra- e diidrati. Sopra 62 °C, questi sali perdono acqua spontaneamente per dare il materiale anidro. Si cristallizza a 30-35 °C.

## Reazioni
I sali di dicromato e cromato sono agenti ossidanti. Per la concia della pelle, il dicromato di sodio viene prima ridotto con anidride solforosa.
Nella sintesi organica,  questo composto ossida legami benzilici e allilici C-H in derivati del carbonile. Ad esempio, il 2,4,6-trinitrotoluene viene ossidato nell'acido carbossilico corrispondente. Analogamente, il 2,3-dimetilnaftalene viene ossidato da Na2Cr2O7 in acido 2,3-naftalendicarbossilico.
Gli alcoli secondari sono ossidati al corrispondente chetone, per es. mentolo al mentone;  diidrocolesterolo a colestanone:
{\displaystyle {\ce {3R2CHOH + Cr2O7^2- + 2 H+ -> 3R2CO + Cr2O3 + 4H2O}}}
Rispetto al sale di potassio, il principale vantaggio del dicromato di sodio è la sua maggiore solubilità in acqua e solventi polari, come l'acido acetico.
Il dicromato di sodio può essere utilizzato nella conversione di fluorene in fluorenone.

## Sicurezza
Come tutti i composti di cromo esavalente, il dicromato di sodio è cancerogeno.  Il composto è anche corrosivo e l'esposizione può provocare gravi lesioni oculari o cecità. L'esposizione prolungata può causare inoltre ridotta fertilità, danni genetici ereditari e danni al feto.